# Ацани
Ацани (абх. аҵанаа) — міфічні карликові істоти, які, згідно з легендою, населяли в давні часи гірську Абхазію. Мали широкі груди та потужні плечі, вирізнялися великою фізичною силою. Розводили дрібну рогату худобу, яку утримували в ацангуарах, їздили на зайцях і доїли оленів.

## Легенди
За легендою ацани жили в той блаженний час, коли не існувало ні вітру, ні холоду, ні дощу, ні снігу, ні різниці між днем і ніччю. Сонце вічно сяяло на безхмарному небі, і ацанам не було холодно на цих висотах, які тепер доступні для проживання лише протягом трьох літніх місяців. Ацани безтурботно жили тут зі своїми стадами, що паслися на соковитій траві нагірних лук, біля прохолодних струмків, що витікали з підземних джерел. Харчувалися ацани виключно молочними продуктами та м'ясом кіз; м'ясо їли сирим, бо про використання вогню не знали. Ацани, за легендами абхазів, були дуже нечестиві й не хотіли визнавати існування Бога. Розгніваний за їхню невіру Бог задумав покарати їх. Одного разу хтось із ацанів помітив, що в козла, який стояв неподалік на скелі, почала ворушитися борода, і слідом за цим ацани зазнали нового для них відчуття холоду. Це був вітер, який Бог уперше послав на землю, щоб покарати безбожних ацанів. Вітер зігнав чорні хмари, які закрили сонце від ацанів, і незабаром з неба почали падати білі клапті вати, які й покрили всю землю. Потім Бог послав з неба вогонь, який запалив вату і спалив ацанів…".

## Нартський епос
В абхазькому нартському епосі один із богатирів нарт Кун одружився з дочкою ацанів Зилхе, у шлюбі народився син Цвіцв — один з головних героїв усього епосу.

## Згадки
У творі Даура Зантарії «Доля Чу Якуба» описано сон головного героя в дрімучому лісі Убихії, в якому його намагаються скинути з кручі ацани.
У Сухумі, на вулиці Лакоба встановлено перший пам'ятник ацанам — «Апаракацага» або «Грошоробка».
Мегалітичні споруди в горах Абхазії у вигляді огорож з необробленого каміння абхази називають ацангуарами — огорожами ацанів.